# 史蒂夫·威廉斯
史蒂夫·威廉斯（英語：Steve Williams，1976年4月15日—），英国男子赛艇运动员。他曾代表英国参加2004年和2008年夏季奥林匹克运动会赛艇比赛，获得二枚金牌，均来自男子四人单桨无舵手项目。